# Rapperswil-Jona
Rapperswil-Jona is een gemeente en plaats in het Zwitserse kanton Sankt Gallen, en maakt deel uit van het district See-Gaster.
Rapperswil-Jona telt 26.542 inwoners.

## Foto's

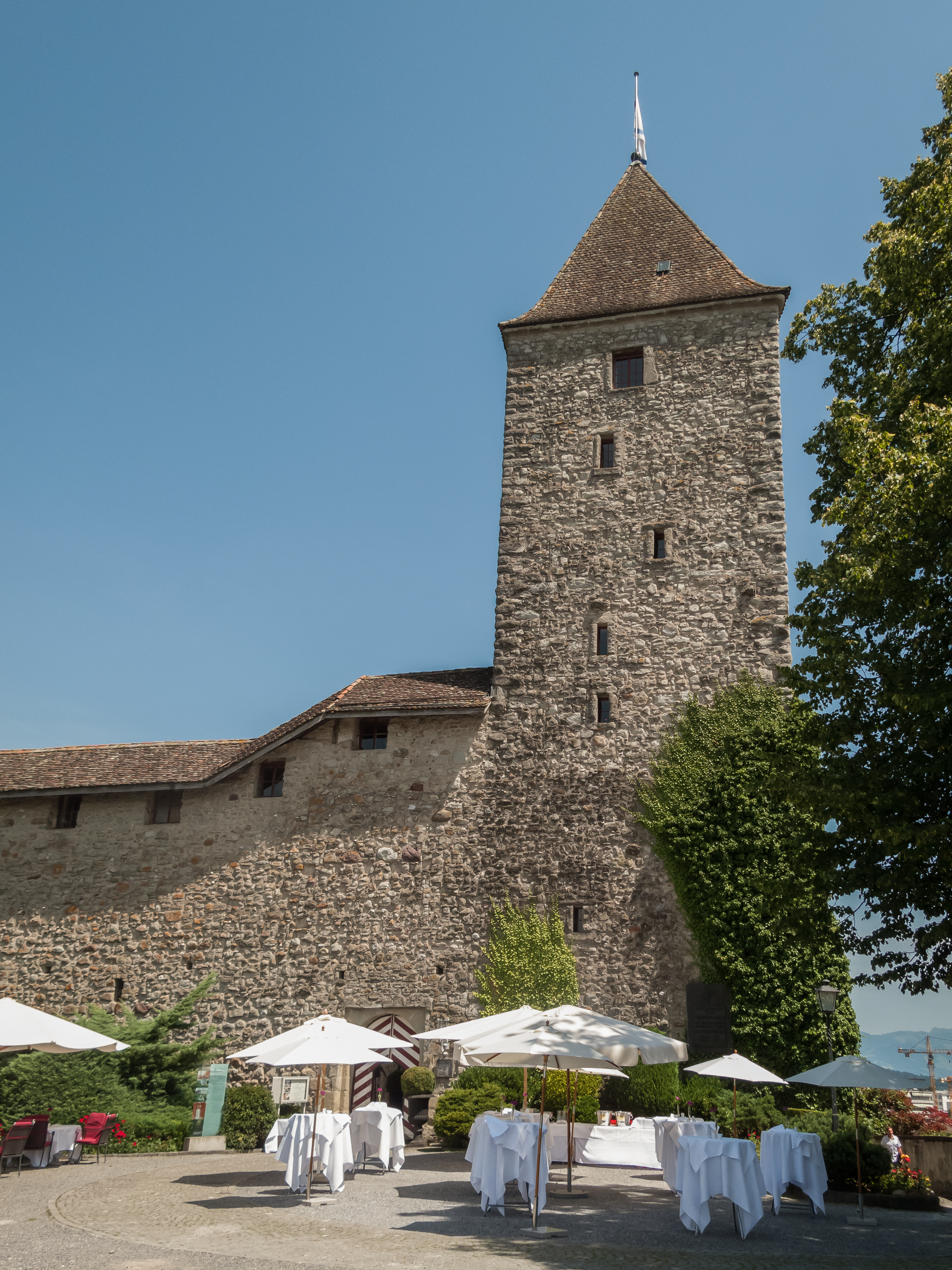
Rapperswil-Jona, toren van Schloss Rapperswil
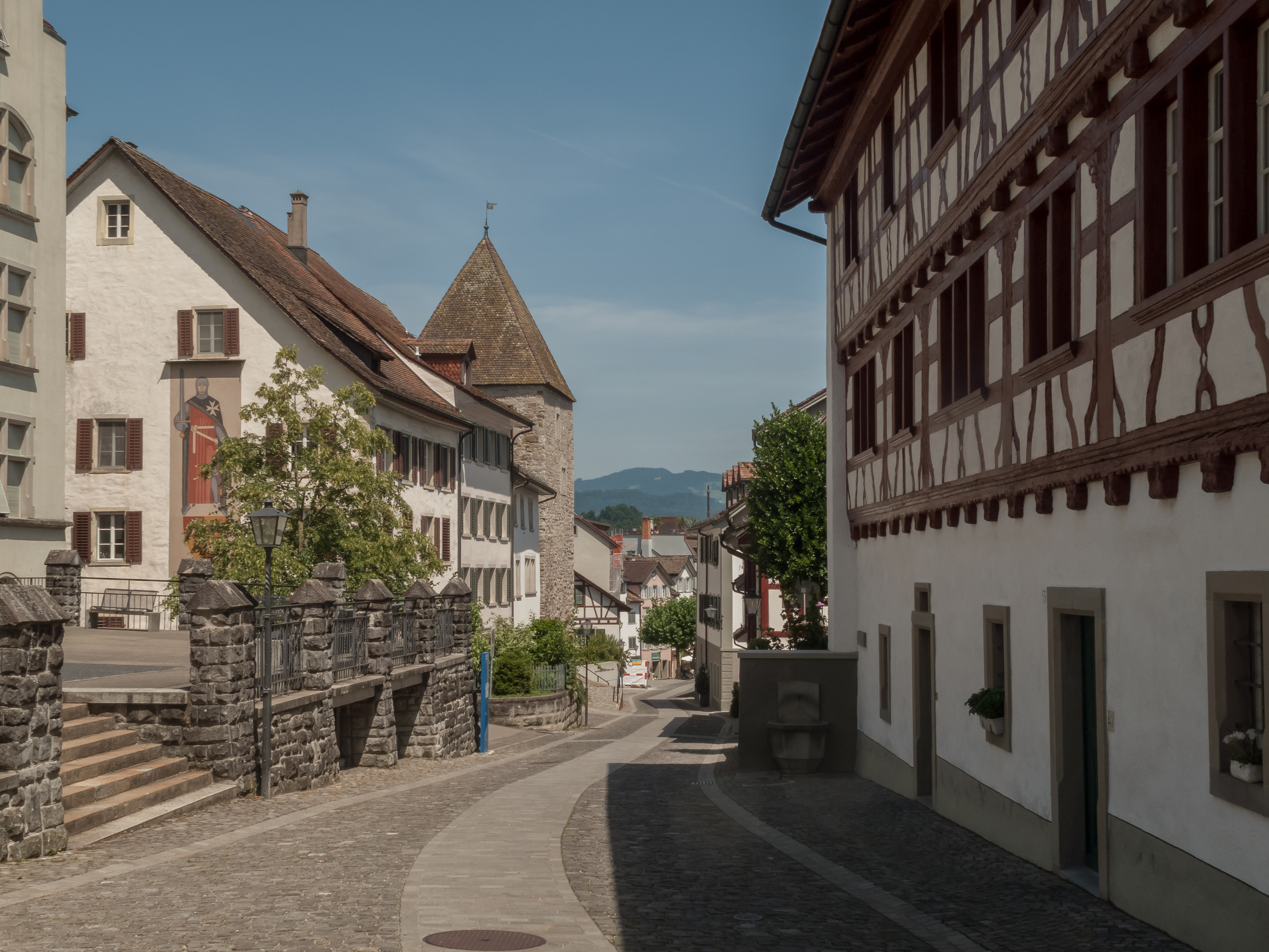
Rapperswil-Jona, Brenyhaus (=museum) in straatzicht
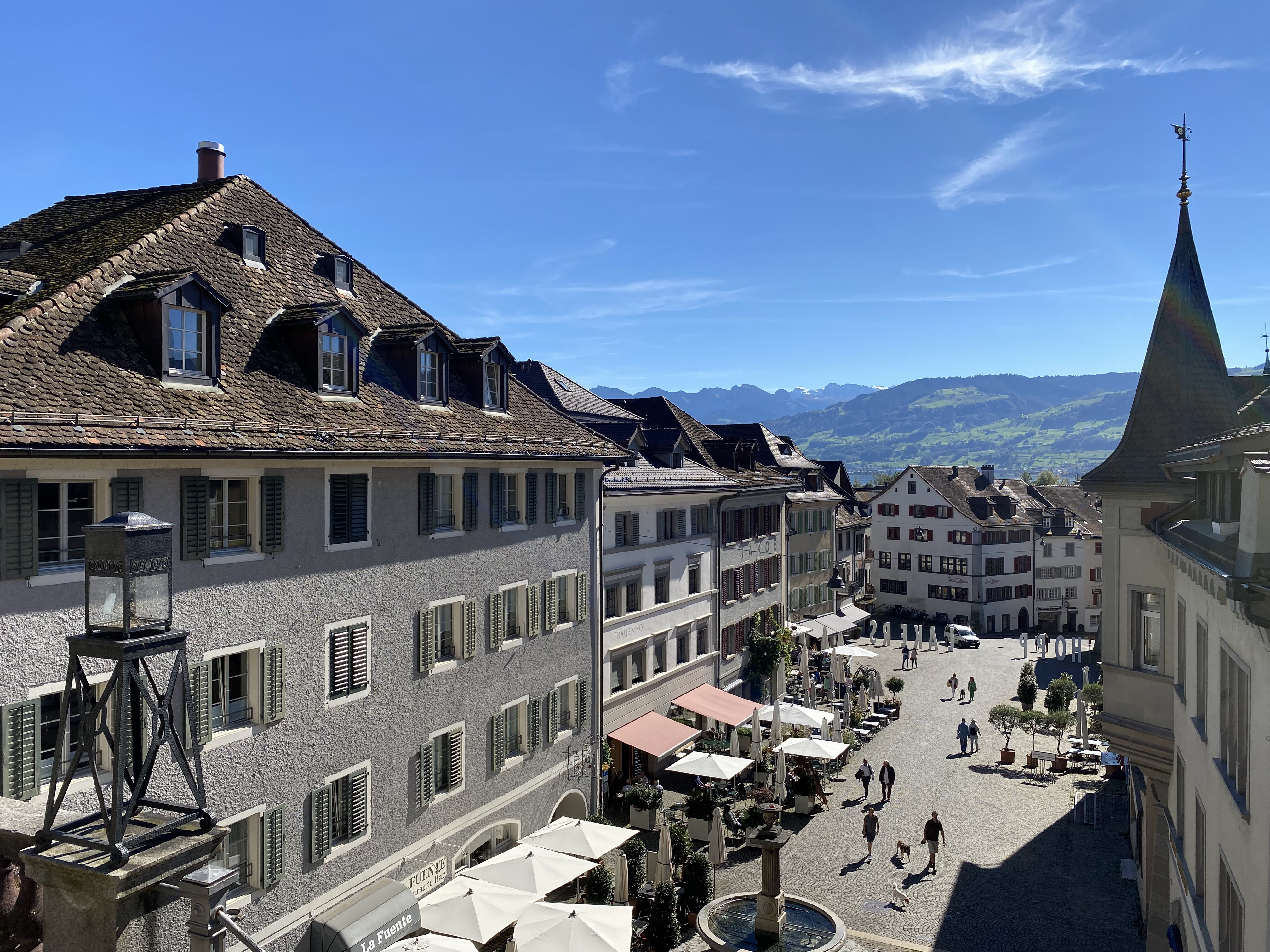
Hoofdplein (Hauptplatz) en historisch centrum
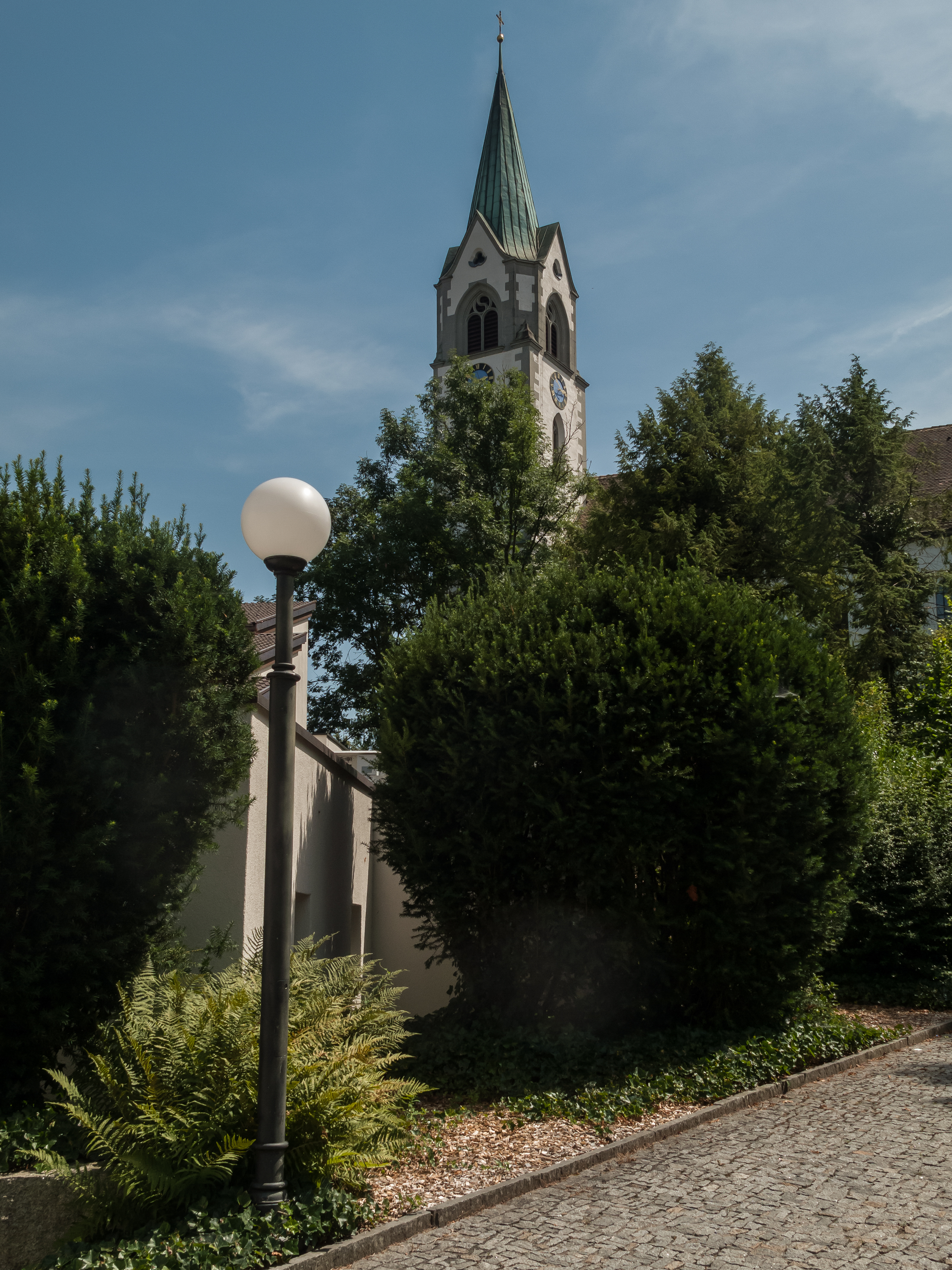
Jona, kerk
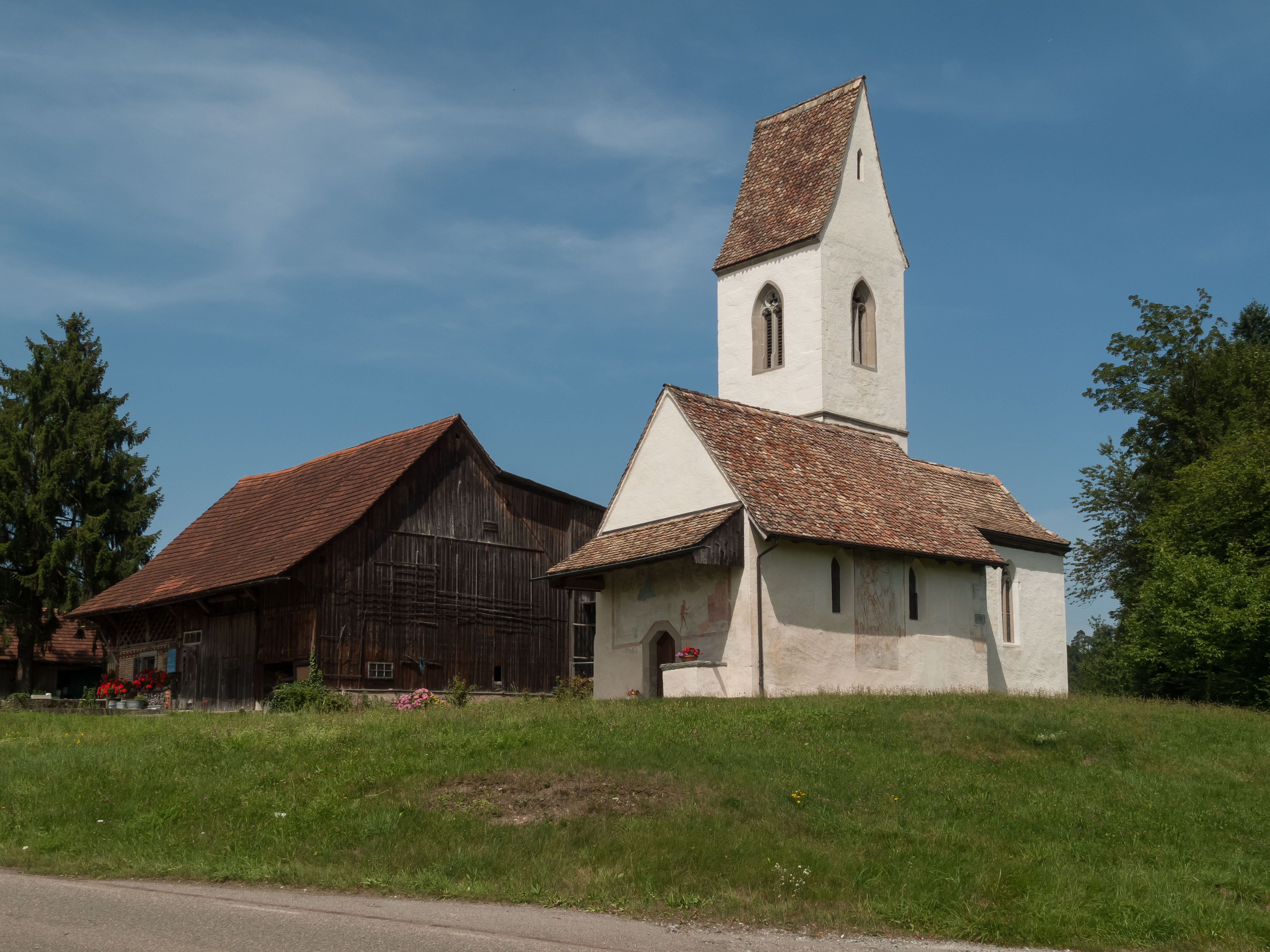
Rapperswil-Jona, kerk: Kirche Sankt Dionys-Wurmsbach
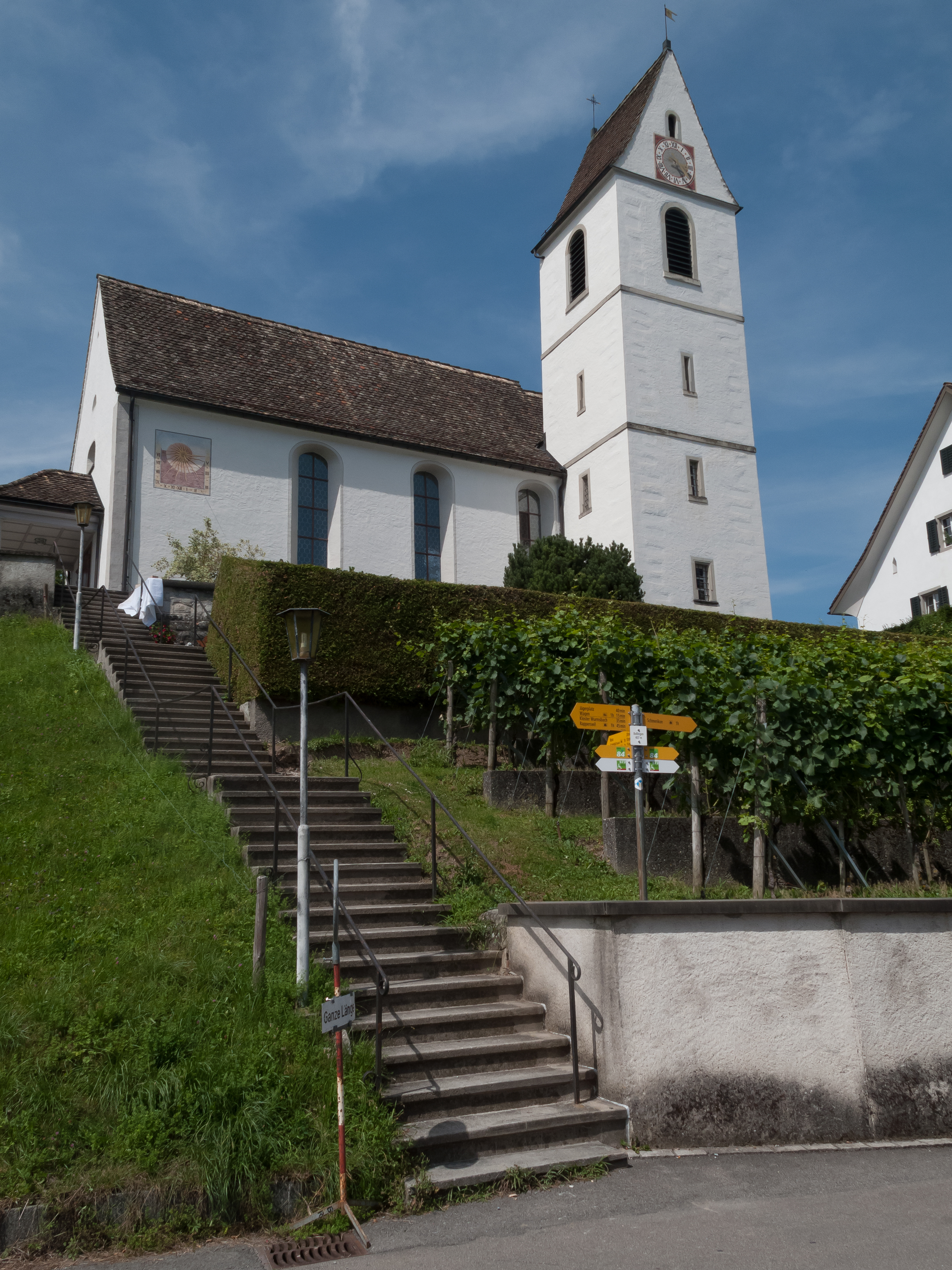
Buech Sankt Dionys, kerk

## Geschiedenis
De gemeente is op 1 januari 2007 ontstaan door de fusie van de toenmalige zelfstandige gemeenten Jona en Rapperswil (SG).